# محطة براون فيري النووية
تقع محطة براون فيري النووية على نهر تينيسي بالقرب من ديكاتور وآثنز في ألاباما، على الجانب الشمالي (الضفة اليمنى) من بحيرة ويلر. يضم الموقع ثلاث وحدات لتوليد الطاقة النووية من مفاعل الماء المغلي العائد لشركة جنرال إلكتريك وتملكها سلطة وادي تينيسي بالكامل. بقدرة توليد تبلغ نحو 3.8 غيغاواط، تُعد محطة براون فيري ثاني أقوى محطة نووية في الولايات المتحدة، بعد محطة أريزونا للطاقة النووية، وأقوى محطة توليد تديرها سلطة وادي تينيسي.

## تاريخيًا
سُميّت محطة الطاقة النووية على اسم عبارة كانت تعمل في الموقع حتى منتصف القرن العشرين. كانت عبارة براون أول محطة طاقة نووية في سلطة وادي تينيسي، وجرت الموافقة عليها في 17 يونيو 1966 وبدأ تشييدها في سبتمبر 1966. في عام 1974، وقت بدء تشغيلها، كانت أكبر محطة نووية في العالم. كانت أول محطة نووية في العالم تولد أكثر من 1 غيغاواط من الطاقة. تُعد البحيرة مصدر التبريد الرئيسي للمحطة، وتساهم 7 أبراج تبريد صغيرة بتقديم الدعم خلال القيود على درجة حرارة المياه. تُصرِّف المدخنة الخرسانية الغازات ويبلغ طولها 600 قدمًا.
في عام 2006، جددت اللجنة التنظيمية النووية تصاريح تشغيل المفاعلات الثلاثة، ومددت تشغيلها لعشرين عامًا إضافية بعد فترة الترخيص الأصلية التي دامت أربعين عامًا.
وظفت سلطة وادي تينيسي 1500 شخصًا في المصنع، ما يجعله أكبر مشغِّل في مقاطعة ليمستون في ألاباما اعتبارًا من 1 مارس 2018. ومن المقرر أن يوظف مصنع تويوتا مازدا المخطط له 4000 عاملًا عند الانتهاء منه.

## تصاعد الطاقة
في 16 أغسطس 2017، وافقت اللجنة التنظيمية النووية على طلب سلطة وادي تينيسي بزيادة إنتاج كل مفاعل بنسبة 14.3%. بلغ إجمالي الناتج الكهربائي لكل وحدة 1,155 ميغاواط (1,101 مليون ميغاواط من صافي التوليد)، ولكن بعد تصاعد الطاقة أثناء أعطال التزود بالوقود في خريف عام 2018 للوحدة 1، وربيع عام 2019 للوحدة 2، وربيع عام 2018 للوحدة 3، ازداد إجمالي الناتج الكهربائي لكل وحدة إلى 1310 ميغاواط (1,256 ميغاواط من صافي التوليد). أُنجزت عملية تصعيد الطاقة للوحدة 3 في يوليو 2018، وفي يناير 2019 للوحدة 1. أُنجزت عملية التصعيد النهائية للوحدة 2 في أغسطس 2019، مستكملة بذلك مشروعًا بقيمة 475 مليون دولار.
سُهّلت عملية تصعيد الطاقة الكهربائية لكل وحدة من الوحدات بزيادة الحد الأقصى من الناتج الحراري التشغيلي لكل مفاعل من 3458 ميغاواط إلى 3952 ميغاواط.

## التسمية
تم تسمية المحطة الطاقة النووية على اسم عبارة (سفينة) تم تشغيلها في الموقع حتى منتصف القرن العشرين.

## المكونات
تحتوي المحطة على ثلاث مفاعلات لتوليد الطاقة النووية بواسطة مفاعلات الماء المضغوط وتعمل بواسطة جنرال إلكتريك وتقدر قدرتها أكثر من 3,4 غيغاواط.
تعتبر المحطة ثاني أقوى محطة نووية في الولايات المتحدة بعد محطة توليد الطاقة النووية بالو فيردي في ولاية أريزونا.